# Sociologija
Sociologija je znanost koja proučava društva i načine na koje ta društva oblikuju ponašanje, vjerovanja i identitet ljudi.
Riječ sociologija skovao je francuski sociolog i filozof Auguste Comte početkom 19. stoljeća. Nakon toga ona se počinje oblikovati kao posebna znanstvena disciplina. Sama riječ sastoji se od grčkog i latinskoga dijela. Grčki dio dolazi od logos, što znači govor, riječ, pojam, misao, razum, i označava znanost. Latinski dio dolazi od socius, što znači drug, a iz toga imamo i societas - društvo. Prije početka 19. stoljeća ne postoji sociologija kao poseban skup znanja i metoda koji bi se razlikovao od proučavanja društva u okviru ekonomije, filozofije, povijesti ili prava.
Sociologija nas uči da ono što smatramo prirodnim, nužnim, razumljivim samim po sebi ne mora biti takvo, upozorava nas da trebamo proširiti vidokrug i izdići se iznad svakodnevnog iskustva. Ona objašnjava način na koji se pojedinačni životi i osobne brige isprepleću s javnim, društvenim pitanjima. Američki sociolog Charles Wright Mills nazvao je to sociološkom imaginacijom. Sociološka imaginacija iz pojedinačnog vidi mogućnost za generalizaciju, ona povezuje individualno iskustvo sa širim društvom.
Kao primjer možemo uzeti pretilost. Ako jedna osoba ima problema s težinom zbog genetski uvjetovane bolesti – to je problem koji se tiče samo te osobe. Međutim, ako u nekoj državi 40% stanovnika ima problema s prekomjernom težinom, to postaje javni problem koji utječe i na brojne druge aspekte društva i ne može se objasniti samo individualnim karakteristikama ljudi.
Prema  Bergeru (1963), zadaća sociologije je istražiti pretpostavke koje se uzimaju zdravo za gotovo, a sociološko gledište je odredio kao prepoznavanje općeg u pojedinačnom. Htio je istražiti na koji način utječu različite kategorije u koje spadaju pojedinci (poput klase, dobi, spola, obrazovanja…) na njihovo ponašanja, odabire, razmišljanja.
Sociologija se razlikuje od zdravog razuma. Ljudi često na temelju stereotipa, narodnih izreka, predrasuda ili na temelju vlastitog iskustva izvode generalizacije koje nemaju osnovu u stvarnosti. Sociologija preispituje stvari koje uzimamo zdravo za gotovo i istražuje pitanja za koja se čini da su odgovori očiti.
Što mislite, kada je veća vjerojatnost da će osoba u nevolji dobiti pomoć. U gomili, na glavnom trgu, ili u slučaju kada je u blizini žrtve jedan prolaznik. Iako se ljudi osjećaju sigurnije u gomili, znanstveno je dokazano kako je vjerojatnost za pomoć višestruko manja u gomili. Razlog je difuzija odgovornosti među pojedincima – u gomili se smanjuje osjećaj odgovornosti, očekuje se od drugih prolaznika da pruže pomoć. 

## Razvoj sociologije

### Društvene okolnosti razvoja sociologije
1. Prosvjetiteljstvo - Prosvjetiteljstvo je duhovni pokret u Europi u 18. stoljeću. Karakterizira ga vjera u moć ljudskog razuma, preispitivanje tradicije, običaja i religije. Vjerovali su da znanstvena spoznaja mora biti utemeljena na razumu (racionalizam) i iskustvu (empirizam). U skladu s tim, vjerovali su da se društvo može izučavati na isti način kao i prirodne znanosti, odnosno, da se ponaša po određenim zakonima koje treba objektivno provjeriti.[1]
2. Romantizam - Romantizam se javio kao opreka prosvjetiteljstvu krajem 18. stoljeća. Vjeru u razum, zamijenila je potpuna sloboda mašte, autentičnost, individualizam i osjećajnost. Romantičarsko viđenje društva bilo je pesimistično – modernost, tehnološki napredak i kapitalizam ugrožavali su zajednicu i prijetili tradiciji.[1]
3. Političke revolucije - Društvo se shvaća kao cjelina sposobna za akciju kojom može unijeti promjene u politički život i organizaciju.[1]
4. Industrijska revolucija i nastanak kapitalizma - Industrijska revolucija odvijala se tijekom 18. i prve polovice 19. stoljeća, a kulminira u preobrazbi pretežno poljoprivrednih društava u industrijski sistem proizvodnje. Velike mase ljudi napuštaju zemlju i zapošljavaju se u tvornicama, koje pak postaju tehnološki sve razvijenije. Tržište postaje glavni mehanizam razmjene i raspodjele, pri čemu se malobrojni izuzetno bogate, dok mase radnika žive na granici siromaštva. Takva situacija uzrokuje reakciju radničkog i različitih radikalnih pokreta protiv kapitalizma. Najveći mislioci u povijesti sociologije - Karl Marx, Max Weber i Emile Durkheim posebno su se bavili promjenama u društvu izazvanim industrijskom revolucijom, nastankom kapitalizma i njegovim osporavanjem.  Kritika kapitalizma u kombinaciji s idejama Francuske revolucije dovela je do nastanka socijalizma kao nastojanja da se riješe društveni problemi nastali razvojem industrijskoga sistema i kapitalizma. Karl Marx smatrao je da kapitalizam treba srušiti i zamijeniti socijalizmom, te se i politički angažirao u tom smjeru. Drugi su veliki sociolozi bili protiv socijalizma, smatrajući da se problemi kapitalističkog društva mogu riješiti reformama, a ne revolucijom.[1]
5. Urbanizacija
6. Sekularizacija i razvoj znanosti

### Teoretičari

#### Auguste Comte (1798. – 1857.)
Auguste Comte, začetnik  pozitivizma, razvio je novu disciplinu socijalnu fiziku koja bi se trebala baviti socijalnu statikom (postojeći društveni poredak i struktura) i socijalnom dinamikom (društvene promjene i razvoj). Smatrao je da se društvo može izučavati na isti način kao i pojave u prirodi, objektivnim metodama.
Comte je razvio i zakon o tri stupnja društvenog razvoja:
1. teološki – (do 1300. g.) dominacija religije, svijet se objašnjava natprirodnim silama
2. metafizički – (1300. – 1800. g.) smatra se da apstraktne sile upravljaju svijetom
3. pozitivni – (od 1800. g.) vjera u znanost, pozitivistička metoda, završni stadij

#### Emile Durkheim (1858 - 1917)
David Émile Durkheim (Épinal, 15. travnja 1858. - Pariz, 15. studenog 1917.), bio je francuski sociolog.
Sociologiju je smatrao novom, samostalnom znanošću koja bi trebala društveni život proučavati jednako objektivno kao što znanstvenici proučavaju prirodni svijet. Zadaća sociologije bila bi proučavati društvene činjenice – društvene pojave koje se mogu objektivno izučavati i utječu na ponašanje čovjeka, a postoje neovisno o čovjekovoj svjesti. To znači da one kontroliraju i ograničavaju ponašanje čovjeka u društvu, djeluju kao vrsta prisile iako ljudi misle da su njihovi postupci rezultat njihovog slobodnog odabira.
Durkheim je razlikovao mehaničku i organsku solidarnost. Ona društva u kojima prevladava mehanička solidarnost, povezana su putem sličnosti – u takvim društvima ljudi obavljaju slične poslove, vjeruju u iste vrijednosti i povezani su tradicijom, običajima ili zemljom. Kolektivna svijest dominira nad individualnom.
Organska solidarnost karakteristična je za moderna društva u kojima postoji složena podjela rada i diferencirane uloge. Zbog te specijalizirane podjele ljudi su ovisni jedni o drugima. Te dvije vrste solidarnosti opisao je u svom djelu, Podjela rada u društvu (1893).
Durkheim je uveo i pojam   anomije u sociologiju. To je stanje nepostojanja, pomanjkanja ili nejasnih društvenih normi. Kada prestanu vrijediti društvena pravila, društvo više nema utjecaja na pojedince i oni su prepušteni sebi. To je stanje u kojem individualne želje nisu više regulirane zajedničkim normama, a pojedinci su bez moralnih putokaza. Anomija nije stanje svijesti nego osobina socijalne strukture. Brze društvene promjene mogu izazvati anomiju – stare norme više ne vrijede, a nove još nisu dovoljno definirane. Ekonomska kriza i naglo osiromašenje stvaraju osjećaj nereda, jer grupe kojima pojedinci pripadaju ne pružaju više osjećaj moralne sigurnosti i izvjesnosti.
Durkeheim je prvi inzistirao na sociološkom razmatranju samoubojstva – to je, na prvi pogled, osoban čin, ali on je pokazao vezu s društvom.  U društvu je razlikovao dvije vrste veza među ljudima: društvena integracija (povezanost pojedinca s grupom) i društvena regulacija (društvene norme) te je prema njima odredio četiri tipa samoubojstva.
1. egoistično samoubojstvo – nizak stupanj integracije
2. anomično samoubojstvo – nizak stupanj regulacije
3. altruistično samoubojstvo – visok stupanj integracije (žrtva za dobrobit ostalih članova zajednice)
4. fatalistično samoubojstvo – visok stupanj regulacije (žrtva nema izbora)[1]

#### Herbert Spencer (1820. – 1903.)
Engleski sociolog Herbert Spencer kao središnju temu u proučavanju društva uzima evolucionarne promjene u društvenoj strukturi i društvenim institucijama. Evolucija - promjena iz stanja relativno neodređene, nepovezane homogenosti prema stanju relativno određene, povezane heterogenosti - za njega je univerzalan prirodni zakon, primjenjiv i na ljudsko društvo. Vjerovao je da društvo evolucijom postaje sve raznovrsnije i složenije. Društvo je za Spencera slično biološkom organizmu, tako da ga možemo shvatiti kao sistem, tj. cjelinu sastavljenu od međupovezanih dijelova. Kao što je ljudsko tijelo sastavljeno od organa, društvo je sastavljeno od institucija kao što su obitelj, religija, obrazovanje, država i ekonomija. Struktura društva evolucijom postaje sve složenija, sve je teže povezati različite međuzavisne dijelove, pa se pojavljuje potreba za unutarnjom regulacijom i socijalnom kontrolom. 
Prema tipu unutarnje regulacije Spencer razlikuje dva tipa društva:
1. militarističko društvo - temeljeno na prinudi, centraliziranoj državi, potčinjavanju pojedinca državi i zatvorenosti i neprijateljstvu prema drugim društvima, i
2. industrijsko društvo - temeljeno na dobrovoljnoj suradnji, decentralizaciji vlasti, državi koja postoji radi dobrobiti slobodnih pojedinaca te ekonomske međuzavisnosti i otvorenosti prema drugim društvima.[1]

Polazeći od analogija s biološkim svijetom, Spencer je na društvo primijenio koncept "preživljavanje najsposobnijih", smatrajući da država ne smije zadirati u prirodne procese u društvu. Samo će tako najsposobniji preživjeti i umnožiti se, prilagođavajući se okolini, dok će nesposobni izumrijeti. Takvim stavom utjecao je na pojavu "socijalnoga darvinizma" - pravca u sociologiji koji je zastupao ideju da su rat i borba među narodima i rasama osnovni pokretač društvenoga razvoja.

#### Karl Marx (1818 - 1883)
Smatra da je izvor promjena u povijesti odnos prema sredstvima za proizvodnju - ekonomski determinizam. Kako bi zadovoljili svoje potrebe, ljudi se udružuju i organiziraju, međutim, interesi grupa se razlikuju što nakon nekog vremena dovodi do sukoba koji rezultira promjenom. Tako se u kapitalizmu stvara radnička klasa koja razvija klasnu svijest. To bi trebalo rezultirati revolucijom, sukobom s buržoazijom nakon čega bi se umjesto kapitalizma razvio komunizam.
Otuđenje
Marx je uveo pojam otuđenja. To je stanje u kojem se pojedinac osjeća odvojeno od rada i proizvoda svoga rada. Rad je ranije u povijesti bio temelj izgradnje čovjekova identiteta, međutim, u kapitalizmu pojedinac ne nalazi smisao ili zadovoljstvo u svom radu.

## Metode društvenih nauka u sociologiji
Svaka teorija ima i odgovarajuću metodu:   
- Građanska teorija o društvu, koja je bila usmjerena k objašnjenju,  opravdanju i očuvanju postojećeg građanskog društva, imala je i odgovarajuću metodu za njegovo izučavanje. To je pozitivistička metoda, koja kao način za izučavanje društva izražava duh teorijske orijentacije u okviru koje nastaje.
- Marksistička teorija o društvu bila je orijentirana na kritiku postojećeg građanskog društva, kao i na traženje teorijskih i znanstvenih argumenata za njegovo ukidanje i formiranje novog socijalističkog društva. Tako je njezina metoda u funkciji izvođenja tog društvenog preobražaja. Ta metoda je primjena načela dijalektičkog materijalizma, kao opće znanstvene metode, na proučavanje društva i njegovih pojava.

## Metoda sociologije
To je pozitivističko, funkcionalističko, strukturalističko i marksističko shvaćanje sociološke metode.
Metoda sociologije zapravo predstavlja prilagodbu znanstvene metode, to jest metode društvenih znanosti, u svrhe sociologije.
Tako se dolazi do sljedećih faza u sociološkom istraživanju:
- Predmet istraživanja: definicija predmeta istraživanja i pretpostavljanje odnosa između njih.
- Plan istraživanja: biranje metode istraživanja, podataka koji će se zabilježiti i ljudi koji će ući u ekipu. Suvremeni metodološki postupci su: promatranje, anketa, intervju, pokus, sociometrijska metoda, analiza sadržaja.
- Prikupljanje podataka: implementacija plana.
- Sređivanje podataka: sabiranje i klasifikacija po raznim kriterijima. To se najbolje izvršava planiranjem baze podataka u koju će se već u toku prikupljanja podaci unositi i automatski sređivati i klasificirati.
- Analiza podataka: provjera je li ispunjena pretpostavka i provjera je li ustanovljena još neka nova relacija koja nije bila predviđena na početku. Postoji nekoliko vrsta znanstvenog objašnjenja:
  - Uzročno objašnjenje utvrđuje uzrok pojave koja se događa.
  - Funkcionalističko objašnjenje odnosi se na utvrđivanje funkcije pojave u odnosu na širi sustav kojem pripada, odnosno utvrđuje doprinosi li nazočnost pojave njegovom jačanju, slabljenju, ili je pojava neutralna u odnosu na taj sustav.
  - Strukturalno objašnjenje se odnosi na utvrđivanje mjesta pojave koja se ispituje u okviru šire društvene cjeline, to jest u odnosu na druge pojave. U duhu ovog objašnjenja, ponašanje pojave ovisi o mjestu koje ona ima u okviru te cjeline. Pojava je, dakle, uvjetovana strukturom te cjeline.
  - Teleološko objašnjenje neke pojave podrazumijeva njezino dovođenje u vezu s nekim društvenim ciljem. Ako se pokaže da međusobne veze postoje, onda se utvrđuje karakter tih veza, to jest jesu li uzročne ili neuzročne.

## Znanstvene metode sociologije
- Metafizička metoda se zasniva na shvaćanju da su pojave u prirodi, ljudskom društvu i mišljenju nepromjenljive, odnosno da se u njima eventualno odvijaju samo postupne, evolutivne promjene. U njima nema borbe unutrašnjih suprotnosti i nalaze se u sveopćoj međusobnoj povezanosti.

- Dijalektičko-materijalistička metoda zasniva se na shvaćanju svijeta po kojem su pojave u prirodi, ljudskom društvu i ljudskom mišljenju kvalitativno promjenljive na temelju borbe unutrašnjih suprotnosti i nalaze se u sveopćoj međusobnoj povezanosti. (Marksistička teorija)

## Metodološki postupci prikupljanja podataka
Promatranje je najstariji metodološki postupak. Dijeli se na izravno i neizravno:
- Izravno promatranje vrši sam promatrač, a odnosi se na aktualne društvene pojave. Može biti neorganizirano, na koje se promatrač odlučuje na licu mjesta, bez nekog prethodnog plana, i organizirano, koje je djelo nekog plana istraživanja. Ono može biti sa sudjelovanjem, u kojem sam pomatrač utječe na razvoj događaja kao dijelo promatranog procesa, i može biti bez sudjelovanja.
- Anketa se koristi za masovno prikupljanje činjenica i mišljenja. Ankete se mogu prikupljati u izravnom kontaktu ili posredno (tisak, internet, radio ... ). Ankete također mogu biti sa zatvorenim (selectbox) i otvorenim (editbox) odgovorima. Prvi oblik se kasnije lakše sortira, ali je drugi oblik vijerodostojniji.
- Intervju je sličan anketi, osim što se odvija u izravnom razgovoru.
- Pokus je promatranje namjerno izazvane pojave. Tu postoje tri zapreke:
  - Društvene pojave se teže izazivaju u cilju trenutnog proučavanja, te zahtijevaju više vremena za istraživanje,
  - Pokus mora ostati tajan da bi ljudi mogli reagirati kao i u prirodno izazvanoj situaciji,
  - S obzirom na to da su društvene pojave vrlo složene, mora se dobro izolirati skupina nad kojom se vrši pokus, da ne bi dolazilo do utjecaja vanjskih čimbenika na razvoj događaja.
- Sociometrijski postupak se koristi u okviru sociometrije, koja je jedno od shvaćanja u okviru psihologističkog smjera u sociologiji. Autor ovog shvaćanja je američki psihijatar i sociolog Jacob Moreno. Postupak se zasniva na otkrivanje strukture odnosa (tipa simpatije, autoriteta, ugleda, i tako dalje) unutar male društvene skupine. Rezultati se grafički prikazuju na sociogramima.
- Analiza sadržaja odnosi se na analizu dokumenata, to jest informacija. Postoji kvantitativna analiza (u kojoj se određuje količina podataka u funkciji vremena, položaja i drugog) i kvalitativna analiza (u kojoj se određuje vrsta podataka, na primjer pozitivni, negativni ili neutralni).